# Philip Ngwese Ngole
Pour les articles homonymes, voir Philip et Ngole.
Philip Ngwese Ngole est un homme politique camerounais. De 2011 à 2018, il est ministre de la Forêt et de la Faune.

## Biographie
Il est né en 1963 à Muaku (Bangem) dans le département de Koupé-Manengouba, au Sud-Ouest du Cameroun.

### Études
Il est administrateur civil issu de l’École nationale d'administration et de la magistrature (ENAM) du Cameroun. Il possède aussi un doctorat d’État en droit public de l'université de Toulouse en France.

## Activités
Son statut de Docteur lui permet d'enseigner dans les institutions universitaires. De ce fait, il dispense les cours à l’École nationale d'administration et de la magistrature (ENAM), à l'École nationale supérieure de police (ENSP), à l’École nationale supérieure des travaux publics (ENSTP), les facultés des sciences juridiques et politiques des Universités de Yaoundé, Dschang et Ngaoundéré.

## Politique
Il est membre du Rassemblement démocratique du peuple camerounais (RDPC), le parti politique au pouvoir actuellement[Quand ?]. En 2011, il devient ministre de la Forêt et de la Faune.

## Publications
- Éléments de contentieux administratif Camerounais[4]